# Gundars Ābols
Gundars Ābols (* 9. Juli 1964 in Riga) ist ein ehemaliger Brigadegeneral der lettischen  Streitkräfte. Später wurde er politisch tätig und 2017 in den Vorstand eines Tochterunternehmens der lettischen Staatsbahn berufen.

## Leben
Gundars Ābols wurde in der Hauptstadt der damaligen Lettischen SSR geboren. Nach seiner Schulausbildung, studierte er von 1982 bis 1987 an der heutigen Lettischen Universität für Biowissenschaften und Technologie.
Neben seiner Muttersprache beherrscht er auch Englisch, Französisch und Russisch.

### Militärische Laufbahn
Im Rahmen der Loslösung Lettlands von der Sowjetunion schloss sich Ābols der neu entstehenden Nationalgarde (lettisch Zemessardze) an. In den nächsten Jahren übernahm er dort verschiedene Aufgaben (u. a. als Bataillonskommandeur). In den Jahren 1996/97 besuchte er einen Weiterbildungskurs an einer französischen Militärakademie. Von August 1997 bis 20. November 2000 diente er im Hauptquartier der Streitkräfte als Stabschef. Am 12. Dezember 2001 übernahm er den Posten des Vertreters der lettischen Streitkräfte bei der NATO. Im März 2002 übernahm er zusätzlich die Aufgaben des militärischen Vertreters bei der EU. Während seiner bis 2005 dauernden Amtszeit, trat Lettland 2004 sowohl der NATO, wie auch der EU bei.
Im Jahr 2007 übernahm er, im Rang eines Brigadegenerals, den Posten des Kommandanten der Baltischen Verteidigungsakademie. Er diente dort bis 2010, als er von Meelis Kiili abgelöst wurde. Am 13. Februar 2012 wurde Ābols in den einstweiligen Ruhestand verabschiedet.

### Spätere Tätigkeiten
Nach seinem Ausscheiden aus dem Militärdienst begann sich Ābols politisch zu engagieren. Er gehörte zu den Gründungsmitgliedern der Jaunā konservatīvā partija, hat diese aber nach einem Zerwürfnis im Jahr 2019 verlassen.
Zudem wurde er bei der lettischen Staatsbahn tätig, deren Logistiksparte er (Stand 2019) vorsteht.